# Kepa Aulestia
Kepa Aulestia Urrutia (Ondárroa, 24 de noviembre de 1956) es un político y escritor del País Vasco (España).

## Biografía
Hijo de una familia de pescadores, durante la dictaura franquista fue militante de ETA político-militar, siendo detenido en 1975, juzgado y condenado a prisión. Con la Ley de Amnistía de 1977 fue puesto en libertad, momento en el cual se incorporó a Euskadiko Ezkerra donde lideró la corriente Auñamendi. Fue secretario general de esta formación desde 1985 a 1990. Como tal, impulsó y firmó el Pacto de Ajuria Enea contra el terrorismo. 
Fue diputado en el Congreso por Vizcaya, elegido en 1986, y también en el Parlamento Vasco en dos legislaturas, desde 1986 a 1994. 
Derrotado en el IV Congreso de EE por la corriente Renovación Democrática, partidaria de la fusión de EE con el PSOE, posteriormente también sería expulsado de EE, pasando a ser uno de los líderes de Euskal Ezkerra.
Es autor de varios ensayos y articulista habitual de los diarios del Grupo Vocento, del que llegó a ser Director Editorial de Diarios Regionales de 2006 a 2008, y de La Vanguardia.

## Libros publicados
- Días de viento sur. La violencia en Euskadi. (Ed. Empuries, 1993)
- HB. Crónica de un delirio. (Temas de Hoy, 1998)
- Gutun amaigabea (Alberdania, 2000)
- Historia general del terrorismo (Aguilar, 2005)
- ETA contra la prensa. Qué significó resistir. (Los Libros de la Catarata, 2022)
- Una comunidad decente. Carencias y retos de la convivencia en Euskadi. (Los Libros de la Catarata, 2023)